# Deilanthe
Deilanthe ist eine Pflanzengattung aus der Familie der Mittagsblumengewächse (Aizoaceae). Der botanische Name der Gattung leitet sich von den altgriechischen Worten δείλη deile für „Abend“ und ἄνθος ánthos für „Blüte“ oder „Blume“ ab und verweist auf die sich bei der Typusart (Deilanthe peersii) erst am Abend öffnenden Blüten.

## Beschreibung
Die Pflanzen der Gattung Deilanthe wachsen kompakt. Ihre Wurzeln sind stark verdickt. Die sehr kurzen Triebe bilden pro Jahr nur ein Blattpaar aus. Die Laubblätter sind an den Kanten sowie am Kiel gerundet, die Spitzen sind ziemlich flach und ebenfalls gerundet. Ihre Oberfläche ist samtig. Die äußere Wand der Epidermis enthält eine etwa 6 Mikrometer dicke Schicht Kristallsand.
Die ein bis drei Blüte stehen über Hochblättern. Es sind fünf gleiche Kelchzipfel vorhanden. Ihre Kronblätter sind gelb, orange, oder schmutzig rötlich-gelb. Die Nektarien sind kranzartig.
Die Blüten öffnen sich entweder am Nachmittag oder am Abend.
Die  Kapselfrüchte sitzen an einem kräftigen Stiel und ähneln denen der Gattung Titanopsis. Die hellbraunen, birnenförmigen Samen sind 0,8 bis 1 Millimeter lang sowie 0,6 bis 0,7 Millimeter breit.

## Systematik und Verbreitung
Die Gattung Deilanthe ist in Südafrika im Westen der Provinz Ostkap, im Süden der Provinz Nordkap und in Teilen der Provinzen Westkap und Freistaat verbreitet. Die Pflanzen wachsen meist auf Schiefer.
Die Erstbeschreibung wurde 1930 von Nicholas Edward Brown veröffentlicht. Der Holotypus ist Deilanthe peersii. Nach Heidrun Hartmann umfasst die Gattung Deilanthe folgende Arten:
- Deilanthe hilmarii (L.Bolus) H.E.K.Hartmann
- Deilanthe peersii (L.Bolus) N.E.Br.
- Deilanthe thudichumii (L.Bolus) S.A.Hammer

## Nachweise